# Cikuya (Culamega)
Cikuya is een bestuurslaag in het regentschap Tasikmalaya van de provincie West-Java, Indonesië. Cikuya telt 5891 inwoners (volkstelling 2010).